# Баллада о загадках
«Баллада о загадках» (англ. Riddles Wisely Expounded; Child 1, Roud 161) — английская народная баллада. Фрэнсис Джеймс Чайлд в своём собрании приводит четыре её варианта. Самая ранняя рукопись, в которой содержится текст баллады — так называемый манускрипт Раулинсона (англ. Rawlinson MS) — создана до 1448 года. Первое печатное издание баллады — иллюстрированный бродсайд (лубочный листок), выпущенный в конце XVI — начале XVII века. Этот лубок имел популярность, и его дважды перепечатывали. Также баллада вошла в сборник «Pills to Melancholy». Позже такие собиратели фольклора как Уильям Мазеруэлл и Дэвис Джилберт записали иные варианты баллады, бытующие в устной традиции.
В датском фольклоре баллада известна под названием «Sven Nordmand».

## Сюжет
Три сестры любят одного и того же рыцаря, не отказывая тому в гостеприимстве, но только младшая из них хочет выйти за него замуж. Рыцарь задаёт ей загадки, обещая взять в жёны, если та их разгадает. Младшая из сестёр даёт ответы на все вопросы рыцаря, и дело движется к свадьбе. В других вариантах баллады верные ответы обнаруживают дьявольскую сущность вероятного жениха.
Сюжеты, где фигурируют испытания загадками, имеют древнее происхождение и присутствуют, например, в германском, кельтском, славянском и романском фольклоре. В ирландской балладе XII века повествуется о Грейдхне, разгадавшей 32 загадки Фионна (схожих характером метафор с присутствующими в английской балладе) и ставшей его женой. Загадки в качестве испытания фигурируют и в другой английской балладе — «Король Джон и епископ» (англ. King John and the Bishop; Child 45).
Равно популярен в народном творчестве сюжет, где рыцарь или король женится на младшей из трёх сестёр — А. С. Пушкин использовал этот мотив в «Сказке о царе Салтане».

## Русский перевод
Перевод баллады на русский язык впервые был осуществлён С. Я. Маршаком в 1946 году и опубликован под названием «Три девушки и рыцарь». Маршак пользовался для перевода сборником детских стихотворений Come Hither (Лондон, 1941), где текст баллады присутствовал в адаптированном виде. Этим объясняются различия с оригиналом, самым существенным из которых является то, что в адаптации слова «jennifer jentle and rosemaree», сравнивающие девушек с вечнозелёным кустарником и ароматным розмарином, были превращены в три имени — Дженнифер, Джентль и Розмари.